# Свинг белой ночи
«Свинг белой ночи» — старейший джазовый фестиваль, проходящий в Санкт-Петербурге ежегодно летом с 1994 года. Имеет международный статус. Фестиваль проводится Государственной Филармонией джазовой музыки совместно с Комитетом по культуре Правительства Санкт-Петербурга.
Музыкальный директор фестиваля и его основатель — народный артист России Давид Голощёкин. Традиционно ведущий фестиваля — российский историк джаза и музыковед Владимир Фейертаг.
«Свинг белой ночи» длится 3 дня. Открытие фестиваля и первые два дня концертной программы проходят в Филармонии джазовой музыки. Третий, закрывающий день проводится в формате оупен-эйр в центре города на Площади Искусств у Русского музея.
На фестивале выступают лучшие отечественные и зарубежные джазмены из Европы и США.